# Neulliac
Neulliac é uma comuna francesa na região administrativa da Bretanha, no departamento Morbihan. Estende-se por uma área de 31,19 km². Em 2010 a comuna tinha 1 444 habitantes (densidade: 46,3 hab./km²).